# 파벨 쿨리즈니코프
파벨 알렉산드로비치 쿨리즈니코프(러시아어: Па́вел Алекса́ндрович Кули́жников, 1994년 4월 20일~)는 러시아의 스피드스케이팅 선수이다. 2022년 동계 올림픽에 참가했고 2015년 세계 종목별 선수권 대회와 2015년 세계 스프린트 선수권 대회에서 우승하여 미국의 에릭 하이든 다음으로 가장 어린 우승자가 되었다. 그는 2016년 세계 종목별 선수권 대회에서 남자 500m와 1000m 우승을 석권하면서 대회 역사상 최초로 단일 대회 500m와 1000m를 우승한 남자 선수가 되었다.
2015년부터 현재까지 남자 500m 세계 기록을 보유하고 있으며 2020년부터 2024년까지 남자 1000m 세계 기록을 보유했다. 2015년에 남자 500m 부문에서 33.98초를 기록하면서 해당 종목에서 34초 이내의 기록을 세운 최초의 선수가 되었고 2020년에는 1000m 종목에서 1분 6초대의 기록을 경신한 최초의 선수가 되었다. 